# Otto Binswanger
Pour les articles homonymes, voir Binswanger.
Otto Ludwig Binswanger, né le 14 octobre 1852 à Scherzingen, dans la commune de Münsterlingen et mort le 15 juillet 1929 à Kreuzlingen, est un neurologue et psychiatre suisse.

## Biographie
Membre d'une famille de médecins célèbres (son père a fondé le « Sanatorium Bellevue » de Kreuzlingen, et il était l'oncle de Ludwig Binswanger (1881-1966), figure importante du  mouvement de l'analyse existentielle), il est tout d'abord assistant de Theodor Meynert à Vienne (Autriche) et de Carl Westphal à l'hôpital de la Charité de Berlin. De 1882 à 1919, il enseigne à l'Université d'Iéna dont il devient le recteur en 1911.
Otto Binswanger, à travers plus de 100 publications, étudie la neurologie. Son nom est attaché à la maladie de Binswanger, une encéphalopathie sous-corticale dégénérative. Un de ses patients célèbres fut Friedrich Nietzsche.

## Source
- (en) Cet article est partiellement ou en totalité issu de l’article de Wikipédia en anglais intitulé « Otto Binswanger » (voir la liste des auteurs).